# NGC 3779
NGC 3779 = IC 717 ist eine Balken-Spiralgalaxie vom Hubble-Typ SBd im Sternbild Becher südlich des Himmelsäquators. Sie ist schätzungsweise 69 Millionen Lichtjahre von der Milchstraße entfernt.
Das Objekt wurde im Jahre 1880 vom britischen Astronomen Andrew Ainslie Common entdeckt.